# Краљовичове Крачани
Краљовичове Крачани (слч. Kráľovičove Kračany, мађ. Királyfiakarcsa) насељено је мјесто са административним статусом сеоске општине (слч. obec) у округу Дунајска Стреда, у Трнавском крају, Словачка Република.

## Становништво
| Година:    | 1994. | 2004.   | 2014.   | 2024.   |
| ---------- | ----- | ------- | ------- | ------- |
| Број људи: | 957   | 1036    | 1041    | 1129    |
| Разлика:   |       | +8,25 % | +0,48 % | +8,45 % |

| Година:    | 2023. | 2024.   |
| ---------- | ----- | ------- |
| Број људи: | 1127  | 1129    |
| Разлика:   |       | +0,17 % |

Према подацима о броју становника из 2011. године насеље је имало 1.038 становника.